# Wilchwitz
Wilchwitz ist ein Ortsteil von Nobitz im Landkreis Altenburger Land in Thüringen. Bis zum 6. Mai 1993 war Wilchwitz eine selbstständige Gemeinde mit dem Ortsteil Kraschwitz.

## Geografie
Die Pleiße, der Spannerbach, der Leinawald und die alte Peniger Straße umgrenzen die ca. 500 ha große Gemeindefläche. Außerhalb der Siedlungsgebiete geben Felder, Wiesen und Wasserflächen dem Ort Wilchwitz sein Gepräge. Im Süden schließen sich die vier Teiche Butterteich, Heilmannsteich, Oberer Münsaer Teich und der Häuschenteich an. Das von knapp 493 Einwohnern besiedelte Gebiet im Pleißetal ist in 190 Haushalte aufgegliedert. Durch den Ort führt das Gewässer Katzenbach.

## Geschichte

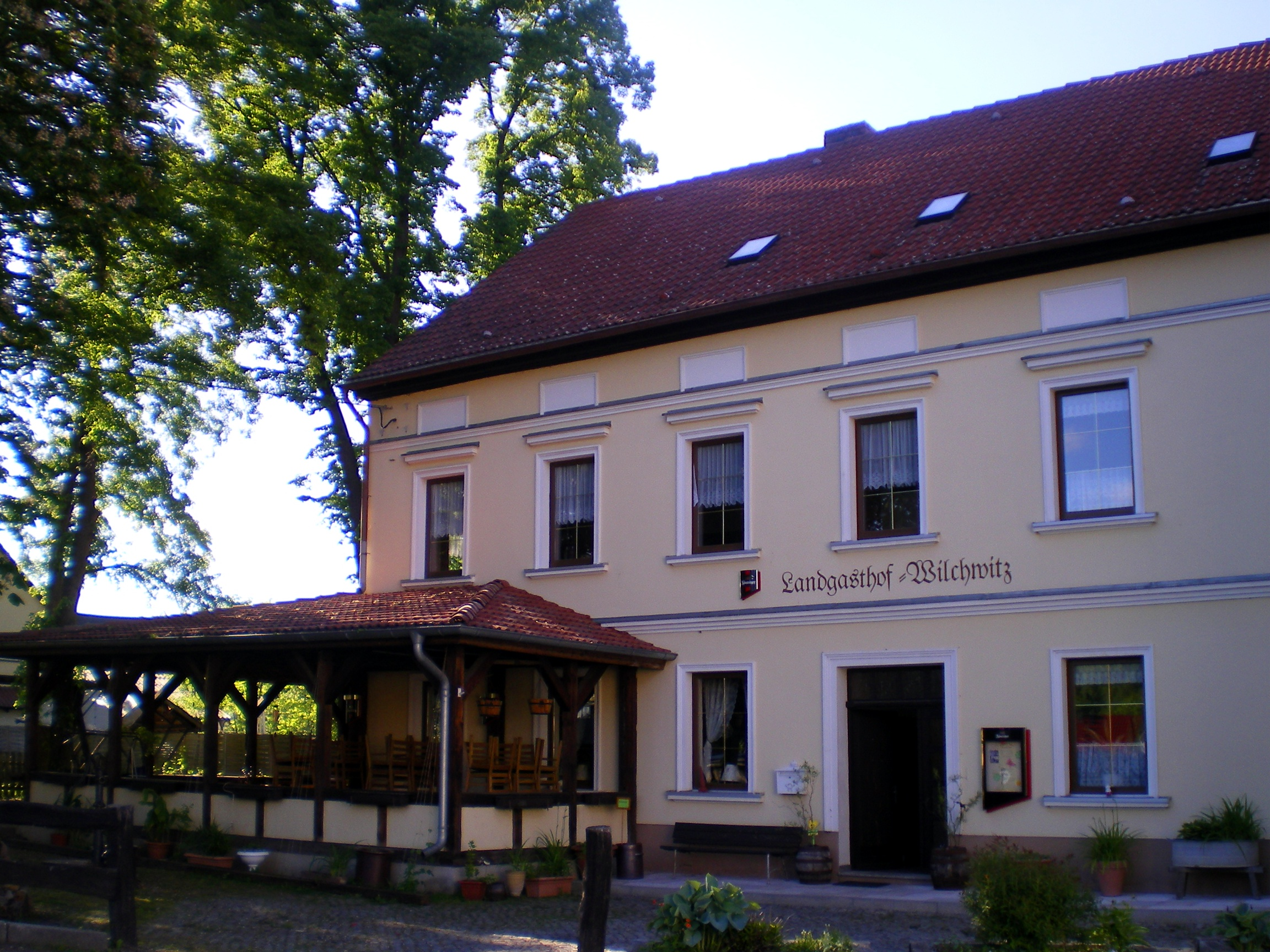
Gasthof

Wilchwitz und sein benachbarter Ort Kraschwitz bilden eine slawische Dorfanlage, die erstmals im Jahre 1181 als Bluckwiz erwähnt und 1227 urkundlich festgeschrieben ist. Theodoricus Forestarius de Wilchwitz, ein kaiserlicher Forstaufseher, gab ihr seinen Namen. Die 14 Hektar Teichfläche, die in südwestlicher Richtung von Wilchwitz gelegen sind, entstanden 1522 in der Teichgraberei. Die Försterei in Wilchwitz lässt darauf schließen, da Wilchwitz im Vorderteil des Leinawaldes gelegen ist, dass diese für die Verwaltung und Bewirtschaftung des Waldes eine Bedeutung gehabt hat. Heute ist hier das Thüringer Forstamt Weida, Betriebsteil Altenburg ansässig.
Das ehemalige Rittergut ist seit 1227 urkundlich nachweisbar. Der Besitzer wechselte sehr oft. Das Rittergut war unter anderem Eigentum des Landesfürsten Herzog Johann von Sachsen. Durch Verkauf fiel das Rittergut 1594 an das herzogliche Haus und wurde somit zum Kammergut. Im Jahre 1635 brannte es durch einen Blitzschlag nieder und innerhalb eines Jahres erfolgte der komplette Neubau am Dorfrand. Bei der Teilung zwischen Staat und Herzogtum 1874 verblieb das Kammergut bei Letzterem. Es verfügte über 43 Dörfer im Altenburger Land von Guteborn bis Thräna. Heute befindet sich im 1900 erbauten Pächterwohnhaus der Sitz des ZAL (Zweckverband Wasserver- und Abwasserentsorgung Altenburger Land).
Wilchwitz gehörte zum wettinischen Amt Altenburg, welches ab dem 16. Jahrhundert aufgrund mehrerer Teilungen im Lauf seines Bestehens unter der Hoheit folgender Ernestinischer Herzogtümer stand: Herzogtum Sachsen (1554 bis 1572), Herzogtum Sachsen-Weimar (1572 bis 1603), Herzogtum Sachsen-Altenburg (1603 bis 1672), Herzogtum Sachsen-Gotha-Altenburg (1672 bis 1826). Bei der Neuordnung der Ernestinischen Herzogtümer im Jahr 1826 kam der Ort wiederum zum Herzogtum Sachsen-Altenburg.
Nach der Verwaltungsreform im Herzogtum gehörte er bezüglich der Verwaltung zum Ostkreis (bis 1900) bzw. zum Landratsamt Altenburg (ab 1900). Das Dorf gehörte ab 1918 zum Freistaat Sachsen-Altenburg, der 1920 im Land Thüringen aufging. 1922 kam es zum Landkreis Altenburg. Am 1. Oktober 1922 wurde Kraschwitz nach Wilchwitz eingemeindet. Bei der zweiten Kreisreform in der DDR wurden 1952 die bestehenden Länder aufgelöst und die Landkreise neu zugeschnitten. Somit kam die Gemeinde Wilchwitz mit dem Kreis Altenburg an den Bezirk Leipzig, der seit 1990 als Landkreis Altenburg zu Thüringen gehörte und 1994 im Landkreis Altenburger Land aufging.
Mit der Eingliederung der Gemeinde Wilchwitz in die Gemeinde Nobitz wurden Wilchwitz und Kraschwitz am 6. Mai 1993 Ortsteile von Nobitz. Von 1996 bis 1998 war der Ort im Dorferneuerungsprogramm. Im Ort ist der am 16. Dezember 1993 gegründete ZAL – Zweckverband Wasserver- und Abwasserentsorgung Altenburger Land ansässig. Er ging aus dem ehemaligen VEB WAB Leipzig – Versorgungsbereich Altenburg hervor.

## Verkehr
Wilchwitz besaß einen Haltepunkt an der Bahnstrecke Leipzig–Hof, welcher auch von Zügen der 1999 stillgelegten Bahnstrecke Altenburg–Langenleuba-Oberhain bedient wurde. Heute ist die Station nur noch eine Blockstelle.
Südwestlich des Orts mündet die Bundesstraße 180 in die Bundesstraße 93 ein.